# Acrocirrus muroranensis
Acrocirrus muroranensis är en ringmaskart som beskrevs av Toru Okuda 1934. Acrocirrus muroranensis ingår i släktet Acrocirrus, och familjen Acrocirridae. Inga underarter finns listade.